# Rysk militär i det autonoma Finland

En kosackofficer 1855

Den ryska militären i det autonoma Finland har sin början i de trupper som fanns kvar i landet efter att Finska kriget i december 1808 hade upphört på finsk botten. 

## Översikt

### Tiden före Krimkriget
Redan i mars hölls under tsar Alexanders personliga ledning Borgå lantdag där förhållandena i det erövrade Finland reglerades
. För militärens del var det viktigaste att indelningsverket avskaffades på 50 år och den finska staten skulle ersätta Ryssland med en vakansavgift för Finlands försvar.
I kriget hade de ryska trupperna i början uppgått till 24 000 man men i mars 1809 uppgick Rysslands finska armé till 55 000 man. Särskilt stor var Åbo avdelning på 20 000 man eftersom ryssarna väntade sig svensk landstigning eller lokala uppror i det området. I Finland fanns inte då militära förläggningar varför trupperna till en början måste inkvarteras hos privatpersoner. I övrigt ansågs Finland vara en rätt fridfull plats varför truppernas storlek tilläts minska. De ryska trupperna var organiserade i den 23 infanteridivisionen (ändrades på 1840-talet till den 22 infanteridivisionen). Därtill fanns i någon mån styrkor på befästningarna. Inalles uppgick trupperna före 1800-talets mitt till ca 12 000 man. Nästan hälften av de ryska truppernas officerare var finländare. 

### Krimkriget
Först Krimkriget och särskilt de engelska och franska härjningarna i Östersjön på våren och sommaren 1854 medförde en ändring av den ryska uppfattningen av Finlands militära betydelse. Utöver de värvade finska trupper som fanns sedan 1812 infördes militärenheter som byggde på det gamla indelningsverket och som sedan fanns ända till år 1867. Därtill fördes nya ryska trupper till Finland så att det i början av år 1855 längs kusten från Torneå till Viborg fanns 71½ bataljoner infanteri, 18 kosacksotnier (om vardera 100-150 man) och 84 kanoner. Av bataljonerna var 10 finska så de ryska soldaternas styrka uppgick till 45 000 – 50 000 man. Så snart freden hade slutits i mars 1856 skars trupperna ned så att de från omkring 1860 till början av 1900-talet uppgick till endast 10 000 man. Undantag utgör året för det polska upproret 1863 då de för en kort tid utökades till 16 000 man.

### Det finska militärdistriktet
I augusti 1864 gjordes Finland till ett särskilt militärdistrikt. Dess befälhavare var generalguvernören och en egen stab för militärdistriktet inrättades. År 1865 flyttades den 22 infanteridivisionen som länge hade varit i Finland till Novgorod och ersattes med den 23 divisionen som hade varit i Novgorod. Dess stab och ett regemente förlades till Helsingfors, övriga regementen förlades till Åbo, Fredrikshamn, Villmanstrand och Viborg. Införandet av nya värnpliktiga finska förband 1881 medförde vissa omflyttningar. I slutet av 1880-talet ersattes 23 infanteridivisionen av den 24 infanteridivisionen som förlades enligt följande: Stab, ett regemente och en artilleribrigad i Helsingfors samt ett regemente var i Fredrikshamn, Viborg och Tavastehus. Utöver dessa fanns det fästningstrupper på Sveaborg och i Viborg. På 1890-talet minskades de ryska trupperna i någon mån medan divisionen ersattes av en finsk skarpskyttebrigad.

### Åren kring sekelskiftet 1900
Generalguvernör Nikolaj Bobrikov ville undvika finsk separatism och började genast efter sitt tillträde 1898 skära ned de finska militära enheterna och utöka de ryska. I detta arbete lyckades han så väl att i början av 1900-talet alla de finska militära enheterna upphävdes och ersattes med ryska trupper. Order om detta gavs 1901 och den sista finska enheten indrogs 1905. De ryska trupperna organiserades i två skarpskyttebrigader och dragonregementen. Utöver dessa fanns stabs-, förbindelse- och underhållsenheter, en fältgendarmskvadron och en kosackbataljon. Det finska militärdistriktet, som hade verkat sedan 1864, upphävdes genom kejserligt beslut 1904 och krigsministerns direktiv 1905.
De ryska trupperna i Finland överfördes 1.7.1905 till att lyda under Gardestrupperna och kommendören i S:t Petersburg. Av trupperna i Finland bildades 22 armékåren. Trupperna fördelades på Helsingfors, Tusby, Tavastehus, Åbo, Vasa, Uleåborg, S:t Michel, Kuopio och Kotka. Tyngdpunkten låg i området Tavastehus-Helsingfors-Viborg. Övriga enheter var små och belägna långt från varandra. Helsingfors och Viborgs ställning betonades av fasta fästningstrupper som inte ens var planerade att verka på andra ställen. En del av de nya ryska trupperna inkvarterades  i kaserner som tidigare hade inhyst finska trupper men också nya kaserner byggdes. Under storstrejken 1905 förlamades myndigheterna helt och den ryska statsmakten förlorade greppet om händelserna. Militären användes i regel inte för att stävja oroligheterna trots att det var praxis i den tidens Ryssland. 

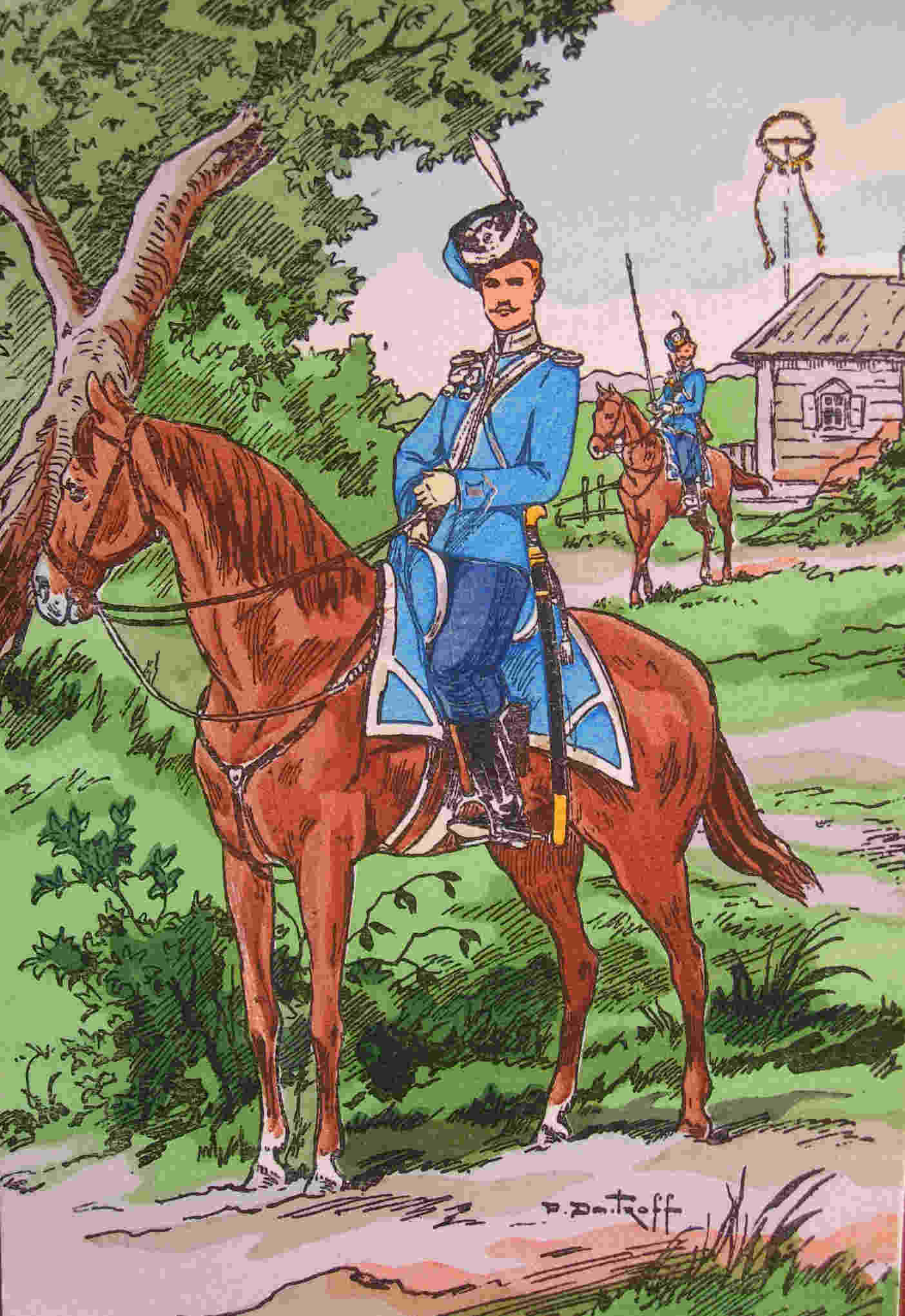
Postkort 1914: Ataman

Efter storstrejken försökte statsledningen snabbt återfå sin myndighet och motverka att ett myndighetssammanbrott upprepades. En delegation för att bereda de finska ärendena tillsattes hösten 1907 som kunde konstatera att trupperna i Finland var för svaga för att kunna slå ner ett uppror. En utökning av trupperna i Finland blev därför det första som gjordes även om de finska myndigheterna försökte hävda sin uppfattning att läget inte var så farligt som det kunde verka. Ändå nästan fördubblades den ryska militära närvaron till år 1914. Till Finland flyttades år 1909 till en början endast ett kosackregemente (Livgardets atamanregemente). Men redan nästa år bildades den tredje skarpskyttebrigaden i vårt land. Till den hörde liksom till de två äldre 8 bataljoner.  Generalguvernör Franz Albert Seyn krävde ytterligare trupper och fick sin vilja igenom. I början av år 1914 började man bygga upp en fjärde brigad. Då man samtidigt hade inlett  stora befästningsarbeten vid kusten steg antalet ryska soldater till mer än 30 000 man.
Många inlandsstäder i Finland saknade helt och hållet militär och var belägna bortom snabba förbindelser. Av detta fick generalguvernör Seyn idén att grunda en insjöflotta. Ärendet behandlades grundligt och en kommitté bildades. Den lade i december 1912 fram ett förslag som gick ut på att insjöflottan skulle bestå av tre flottavdelningar om inalles 20 fartyg. Förslaget förverkligades inte som sådant. Då första världskriget bröt ut hade man ännu inte vidtagit några konkreta åtgärder.

### Tiden under första världskriget
Då världskriget bröt ut fick 6 armén i uppgift att försvara Petrograd. Av arméns trupper hade 22 armékåren kommenderats till Finlands försvar och den låg vid krigsutbrottet i läger vid Tsarskoje Selo. Man började snabbt flytta armékåren till Finland men då Tyskland i augusti 1914 angrep Belgien drog man i det ryska överkommandot slutsatsen att det tyska anfallet skulle gå västerut. Ryssland planerade då ett angrepp på Tyskland och till det ändamålet behövdes 22 armékårens trupper. I september lämnade 22 armékårens sista trupper Finland för fronten och deltog i slaget vid de Masuriska sjöarna med stora förluster. Den 22 armékårens trupper ersattes i Finland med 6 arméns andra linjes divisioner, 67 och 84 divisionen, samt med 8 Orenburgska kosackregementet. 67 divisionen och kosackerna placerades i södra och sydvästra Finland medan 84 divisionen förlades till Karelska näset, där de för Petrograds försvar avdelta 50 och 74 divisionerna liksom tre kosackregementen stod i reserv. Samtidigt som divisionerna kom också 10 uppbådade drusinor om vardera 1 000 man till Finland. Inte heller detta arrangemang varade länge. Både 67 och 84 divisionen flyttades till fronten redan i oktober och de uppbådade trupperna förenades till 6 uppbådsbrigader, till vilka hörde sex infanteridrusinor, två batterier, kavallerisotnier och sappörkompanier, eller inalles 6 500 - 7 000 man. Av de så bildade enheterna flyttades en brigad till fronten redan före nyår varefter det i Finland fanns kvar i uppbådsbrigaderna och kosackregementena inalles ca 35 000 man.
I februari 1915 bildades i Finland på nytt en egen armékår, den 10 uppbådade armékåren. Till den hörde 1, 60 och 68 uppbådsbrigaderna, 8 Orenburgska kosackregementet, 1 Petrogradska gränsvaktsbrigaden samt 1 och 2 finska etappkompanierna. Inte heller detta arrangemang gällde längre än till sommaren då man bildade 42 armékåren, vars stamenhet var 10 uppbådsarmékåren. Denna enhet bildade grunden för trupperna i Finland ända till år 1918. Till armékåren hörde 106 och 197 infanteridivisionerna, 2 enskilda Östersjökavalleribrigaden vars andra regemente blev färdigt först år 1915, 40 sappörbataljonen och den finska gränsvaktsbrigaden. 42 armékåren skilde sig till sin sammansättning mycket från de normala armékårerna i fältarmén vilket berodde på dess speciella uppdrag. Armékårens stab var placerad i Tammerfors och till den lades staberna för kavalleribrigaden och gränsbevakningen. Utöver enheterna i fältarmén fanns i Finland alltjämt Östersjöflottan, under den lydande Sveaborgs fästning och Åbo-Ålands fästningsdistrikt. Det senare började rustas om eftersom det utvidgades till Bottniska viken. Därtill fanns Viborgs fästning som lydde direkt under den 6 ryska armén.
Året 1916 kännetecknades av truppernas intensiva omflyttning. Finland användes som något slags reparations- och lagerutrymme, dit man sände trupper från fronten för att vila och kompletteras för att därefter sändas åter till fronten. Oktoberrevolutionen i november 1917 inledddes de ryska militära enheternas förfall. Trots det militära kommandosystemets förlamning och disciplinens upplösning beslöt Ryssland att fortsätta kriget jämsides med sina allierade. På sommaren 1917 fruktade man i Ryssland ett tyskt anfall på Finland och därför flyttades mera trupper dit. I slutet av augusti 1917, då den 42 enskilda armékåren var som störst, omfattade den ca 52 000 man. Samtidigt var också fästningarnas styrka som störst, Viborg ca 10 000-12 000, Sveaborg-Helsingfors ca 25 000 och Åbo-Åland 6 500 man. Om man härtill lägger de trupper om ca 4 000 man som i Viborgs omgivningar sysslade med fältfortifikationsarbeten ugjordes i augusti 1917 samtliga ryska truppers manskap i Finland av ca 100 000 man. Härtill kan ännu läggas flottans enheter i Helsingfors och Lappvik och Bottenvikens sjöbevakningspersonal om inalles 25 000 man. 
Efter augusti månad 1917 började manskapsantalet hastigt sjunka i takt med förflyttningar, deserteringar och till slut också hemförlovningar. I de vid nyåret 1918 kvarvarande trupperna fanns uppskattningsvis bara hälften av manskapet kvar. I slutet av januari 1918 då inbördeskriget bröt ut fanns det kvar i gränsbevakningen, fältarmén och fästningarna ca 40 000 man av vilka en del genast i början av kriget internerades av de vita trupperna och sändes avväpnade till Ryssland. En del hemförlovades av ryssarna, de sista först efter freden i Brest-Litovsk i mars 1918.